# Tűz (folyóirat, 1934–1935)
Tűz – Marosvásárhelyen 1934–1935-ben megjelent „társadalmi, művészeti és bírálati hetilap”. Szerkesztette Kalkovits Gyula. Számaiban helyi szerzők (Biás István, Bözödi György, Csiky József, Gagyi László, Kabdebó Erna, Kovács Elek, Szász Zoltán, Tamási György) mellett Kosztolányi Dezső, Makkai László, Móricz Zsigmond, Nagy Endre, Szép Ernő nevével, írásaival is találkozunk.